# Потенційне застосування графену
Графен є двовимірною алотропною формою вуглецю. Його атоми об'єднані в гексагональну кристалічну ґратку. Ними утворюється шар, товщина якого — один атом. Відкрили цю речовину Андрій Гейм та Костянтин Новосьолов у 2004 році, а у 2010 році ці вчені отримали Нобелівську премію з фізики.

## Властивості
За думкою Костянтина Новосьолова, графен має властивості, яких не має жодна інша речовина. Його можна розтягувати, згортати чи згинати. Серед властивостей речовини — міцність. Графен також характеризується високим рівнем провідності тепла та електрики. Такі якості дозволяють використовувати графен для різних електронних пристроїв. Він гнучкий, має повну оптичну прозорість. Використання листа графену, площа якого становить 1 квадратний метр, надасть можливість втримати на ньому інший об'єкт масою 4 кілограми.
При створенні певних умов графен заповнює собою отвори, що з'являються у його структурі. В деяких пристроях графен використовують як заміну селеніду індію, зокрема — при виготовлені експериментальних сонячних батарей. Температура плавлення речовини перевищує 3000 °C. Вона може бути використана для отримання таких матеріалів, як вуглецеве волокно, титанові сплави та монокристалічні матеріали. Електропровідність графену перевищує в 100 разів, електропровідність кремнію.
Є ряд компаній, які постійно займаються дослідженням графену. Так, компанія Graphenano (Єкла, область Мурсія) заявляє, що поролон, вироблений із застосуванням графену може стати матеріалом, який має найбільшу[джерело?]теплопровідність у світі. Цей матеріал є в асортименті продукції компанії. Він знижує ймовірність утворення кліщів та бактерій усередині матеріалу. Цей винахід може використовуватись як утеплювач для стін, для автомобільних салонів та м'яких меблів. В порівнянні з багатьма матеріалами, графен є більш екологічним.
Графен має здатність проводити електричний струм швидше за інші матеріали за умов кімнатної температури. Він здатен перетворити світло, незалежно від довжини його хвилі, на струм.

## Виробництво
Відомо декілька способів отримання графену. Перший з них заснований на механічному відщепленні чи відлущуванні шарів графіту. Такий метод дозволяє отримувати найбільш якісні зразки, з великою рухливістю носіїв заряду. Метод виконується вручну, отже не може бути використаний для масштабного виробництва. Є інший метод виробництва графену, який більше підходить для промислових масштабів. Це метод термічного розкладання підкладки карбіду кремнію. Графен має електрофізичні властивості. Отримати шматочки графену можна шляхом механічного впливу на високо орієнтований піролітичний графіт чи киш-графіт. Шматочки графіту плоскої форми розміщуються між липкими стрічками. Після того, як відбудеться відлущення, скоч з тонкими плівками графіту має бути притиснений до підкладки окисленого кремнію. При цьому, досить важко отримати плівку точно заданого розміру. Хімічні дослідження дозволяють отримати графен з графіту. Для цього потрібно, щоб на мікрокристали графіту вплинули сумішшю кислот. Графіт буде окислюватись, на краях зразка з'являться карбоксильні групи графену. Вони можуть бути перетворені за допомогою тіонілхлориду. Далі, під дією октадециламіну в розчинах тетрагидрофурану, дихлоретану та тетрахлоретану, вони перетворяться в шари графену. Їхня товщина буде становити 0,54 нм.
У 2010 році на основі графену науковці отримали новий матеріал — фторографен, який є діелектриком з високою ефективністю. 18 листопаду 2015 року дослідники з Університету Глазго опублікували статтю у журналі Scientific Reports, в якій говориться про вироблення аркушів графену, що мають велику площу, але при цьому їхнє виробництво обходиться у 100 разів дешевше. Команда працювала під керівництвом Равіндера Дагії. Таке виробництво стає можливим завдяки низькій ціні типу міді, який використовують при виробництві літій-іонних батарейок. Однією з можливостей вироблення графену є процес, відомий як «хімічне осадження парової фази». Під час нього відбувається перетворення газоподібних реагентів на графенову плівку. Процес відбувається на спеціальній поверхні-субстраті. Для нового відкриття знадобилась інша поверхня з мідної фольги, яку використовують як катод до літій-іонних батарейок. Поверхня міді є гладкою. Через це вона може бути використана для утворення графену. Перевага мідної поверхні — більш доступна ціна для виробництва. Новий спосіб виробництва дозволив створити транзистори з поліпшеними електричними та оптичними властивостями. Це дозволяє у майбутньому створювати недорогі електронні прилади за помірну ціну. Дослідження проводились науковцями з Університету Глазго разом з вченими із турецького Університету Білкент.
Працівники Мічиганського та Массачусетського університетів розробили метод виробництва графену, завдяки якому матеріал може з'явитись у комерційному виробництві. Для цього потрібна спеціальна камера, до складу якої входять концентричні труби, які знаходяться одна в одній. Камера нагрівається до 1000 градусів Цельсія. Графен, який формується на основі, має бути нанесений навколо внутрішньої трубки. Велика труба слугує для проходження газів, які далі виводяться за допомогою отворів. Розташування цих отворів займає одну з половин внутрішньої трубки. Процес виробництва складається з двох етапів: протягом першого, камера використовується для підготування основи, а вже у другому етапі на цій основі відбувається вирощування кристалів графену. Вченими Масачусецького технологічного інституту були проведенні випробування невеликої за розмірами лабораторної версії такої камери. У разі, коли підкладка рухається по трубці при швидкості, що становить 25 міліметрів в хвилину, на ній утворюється рівномірний прошарок графену високої якості. Якщо швидкість просування збільшиться до 50 сантиметрів у хвилину, це стане результатом виробництва графену низької якості. Така технологія дозволяє змінювати масштаби виробництва матеріалу, кінцевий обсяг його виробництва. Метод, що дозволяє створювати графен з обох сторін базового матеріалу, було описано у травні 2014 року. Якщо поєднати і перший і другий методи, це дозволить збільшити обсяг виробництва кінцевого продукту. Наразі вчені займаються дослідження збільшення швидкості процесу виробництва шарів графену високої якості.
Компанії Microsoft, Samsung і IBM досліджують можливості графену, а компанією Apple були подані патентні заявки на технології з застосуванням цього матеріалу.
За декілька років було втілено в життя декілька проектів, з'явились об'єкти, які створені на основі графену: польові транзистори з балістичним транспортом, функціонуючі при кімнатній температурі, одноелектронний транзистор з графену, сонячні батареї, газові сенсори з екстремальною чутливістю.

## Застосування

### Електроніка
Створення гнучкої електроніки — ще одна галузь потенційного застосування графену. Зокрема для створення гнучких дисплеїв. Використання як прозорого провідника оксиду індію-олова має багато недоліків, наприклад вартість та крихкість. В той час як графен є більш дешевим та міцним матеріалом. Переносна електроніка при використанні цієї речовини отримує новий виток розвитку. Графен планують використовувати як матеріал для створення польових транзисторів. Тепер вони можуть виготовлятись меншого розміру, без втрати своїх властивостей. Інтегральні схеми на основі транзисторів з графену створюються компанією IBM. Серед їх особливостей — здатність працювати безперервно при температурі до 128 градусів Цельсія.
Використання графену дозволить створити сенсори, які зможуть передбачати землетруси та аналізувати технічний стан літака. Речовина має покриваючі властивості, її декілька грамів здатні покрити територію розмірів футбольного поля. В перспективі графен зможе використовуватись для створення літаків та легковагих супутників. Є ймовірність, що речовина замінить волокна вуглецю у композиційних матеріалах. Ефективність датчиків збільшиться, якщо для їх виготовлення буде використаний графен. Матеріал знайшов своє місце у виробництві та створенні сенсорних дисплеїв, які мають велику діагональ.
Китайськими дослідниками були створені сонячні панелі, в конструкції верхніх шарів яких містився графен. Дощова погода не дозволяє звичайним сонячним батареям нормально функціонувати та генерувати електрику. Тому що через хмари відбувається блокування сонячних променів. Застосування графену при створенні конструкцій дозволяє використовувати енергію падіння дощових крапель на фотоелементи сонячних панелей, генерувати електрику навіть при поганих погодних умовах. У складі дощової води є такі з'єднання, як кальцій, натрій, аміак. Ці речовини — іони, які можна використати для виробництва енергії. Вода, потрапляючи на верхній шар графену, створює іоністори, точки незбалансованого заряду. Він є напругою.
Співробітниками Манчестерського університету Андре Геймом та Костянтином Новосьоловим було заявлено про створення гнучного LED-дисплея на базі графену. Це свідчить про те, що двомірні матеріали можуть застосовуватись для створення гнучких прозорих дисплеїв. Винахідники вважають, що в майбутньому їх будуть використовувати для функціонування енергоефективних електронних пристроїв. Дисплей був створений на базі комбінацій різних двомірних кристалів. Він має можливість випромінювати світло над усією поверхнею. Товщина винайденого дисплею складає від 10 до 40 атомів. Винахідники сподіваються, що створення такого технічного приладу призведе до появи першого покоління напівпрозорого розумного пристрою з новим типом дисплеїв. Може виникнути нове покоління оптоелектронних пристроїв.
Дослідниками Масачусецького технологічного інституту був створений чип, який планують використовувати у сфері технології теплобачення. Звичайно така технологія використовується в спеціалізованих пристроях, які використовуються правоохоронними службами та пошуковими бригадами задля організації стеження. Такі вироби потребували використання систем криогенного охолодження, що робить їх не досить зручними та дорогими. З чипом із графену технології теплобачення можуть вийти на інший рівень. Винахідник чипу Томас Палациос вважає, що цей чип буде використовуватись для збірки компактних сенсорів, що вміщується у смартфон, ноутбук чи планшет. Графен чутливий до інфрачервоного випромінювання. Для охолодження такого чипу не потрібно застосовувати якісь спеціальні системи охолодження. Вчені ізолювали чип від інших частин приладу, а для ізоляції використали графен.
Батареї та акумулятори можуть збільшити свою ємність, якщо для їх виробництва будуть застосовувати графен. При відповідній будові та складу, графен може бути використаний для створення батарей та суперконденсаторів з більшою ємністю, ніж аналоги, які є на ринку. Для досягнення оптимальної структури, науковці ультразвуком розпилюють краплі оксиду графену в розпечений до 160 градусів Цельсія органічний розчинник. З крапель речовини випаровується вода, залишаючи після себе тримірні грудки графену.
Технологічна компанія Samsung, штаб-квартира якої розташована у Південній Кореї, робить дослідження на шляху поліпшення виробництва графену, що призведе до появи електроніки мініатюрних розмірів. Спеціалісти компанії працюють над створенням мобільних телефонів розміром з банківську пластикову картку. Графен може замінити кремній, що використовується при виробництві мікросхем. Проблема цільового використання цієї речовини пов'язана з необхідністю створення багатошарової структури за участю нітриду бору, який діє як ізолятор. Напрацювання розробників компанії у цьому напрямку означає появу гнучких сенсорних дисплеїв та комп'ютерів, надшвидкого інтернету, найтонших HD-телевізорів та полегшених літальних апаратів.
Матеріал графеновий аерогель був створений з оксиду графену та ліофілізованого вуглецю. Його можна використати у виробництві парашутів. Науковці сподіваються, що їх винахід зможе стати стандартом безпеки для пасажирських літаків. При оснащенні надлегкими парашутами на основі графенового аерогелю авіалайнер, в якому 300 місць, збільшить свою вагу усього лише на 60 кілограм. Пористий матеріал був створений китайськими винахідниками. Графеновий аерогель також може стати елементом, який стануть використовувати для виготовлення одягу.
Графен був використаний у гнучкому пристрої на базі транзисторів Кембріджським центром графену та Plastic Logic. Це є першим кроком для широкого використання графену і графенових матеріалів у гнучкій електроніці. Нова розробка є матричним електрофоретичним дисплеєм, який схожий на екрани, що використовуються в сучасних електронних книжках. Єдина відмінність — це те, що він зроблений з гнучкого пластику. Плата цього дисплею чи піксельна електроніка включає фірмові графенові електроди. Вони замінюють шар розпилених металевих електродів в звичайних пристроях. Графен проявляє більшу гнучкість ніж оксид індія-олова, і є більш прозорим за металеві плівки. Графен може бути застосований у складній електроніці. Може застосовуватись у рулонному та друкованому підходах. Плата, розмір якої становить 150 пікселів на дюйм, виготовляється при температурі меншій за 100 градусів Цельсія. При цьому використовується технологія OTFT. Графеновий електрод осідає з розчину, після цього відбувається його нанесення візерунком в мікронних масштабах на плату. Щоб створити такий прототип, плату об'єднали з електрофоретичною плівкою для створення міцного дисплею з наднизьким споживанням енергії. Майбутні варіанти, які будуть створюватись, можуть включити рідкокристалічні технології та технологію органічних світлодіодів для того, щоб мати можливість підтримки відео. Активні матричні плати невеликої ваги можуть активно використовуватись для датчиків, інноваційних технологій розпізнавання жестів та медичного сканування.
Смартфони стануть довше функціонувати завдяки довговічним якостям графену. Існують розробки та проекти, в разі успішного втілення яких, смартфони отримають здатність складатись як лист паперу. Вже створені прототипи тач-панелей з цього матеріалу. Згідно існуючих проектів, у разі створення акумуляторів, вони будуть працювати довше тижня, а зарядка пристрою буде тривати близько 15 хвилин.
В 2015 році у крамницях Великої Британії мали з'явитись освітлювальні прилади, які були виготовлені з використанням такої речовини, як графен. Розробники приладів кажуть, що це перший досвід виготовлення приладів для подальшої комерційної реалізації. Вартість світлодіодних ламп у Великій Британії складає 15 фунтів стерлінгів, тоді як прилади, в яких присутній графен, мають бути дешевшими. Компанія Graphene Lighting отримала підтримку інвесторів з Канади для створення лампи з світлодіодною ниткою, яка має графенове покриття.У Белгородському університеті в Сербії вперше у світі було виготовлено багатошарову мембрану конденсаторного мікрофону з застосуванням графену. Це дозволило отримати результат, при якому мікрофон має в середньому більш ніж на 10 дБ підвищеної чутливості в порівнянні з професійними студійними рішеннями з використанням мембран з нікелю. Автор розробки Марко Спасенович заявляє, що невелика вага у поєднанні з високою гнучкістю та міцністю зробили цей матеріал ідеальним акустичним матеріалом. Прототип був виготовлений при використанні плазмохімічного процесу осадження із газової фази. На підкладку з нікелевої фольги нанесли 60 шарів графену. Інші необхідні деталі приладу були використані такі ж, як в конденсаторних мікрофонів. Співробітниками університету також була змодельована мембрана, яка працює в ультразвуковому спектрі на частотах при 1 МГц.

### Оптоелектроніка
Графен може слугувати для виготовлення пластика, який буде міцним та легким одночасно. Якщо його застосовувати для виготовлення контейнерів, це збільшить можливості щодо зберігання продуктів свіжими до кількох тижнів. Планують використовувати графен для того, щоб створювати прозоре струмопровідне покриття, яке необхідне для моніторів та сонячних батарей. Вітряні двигуни, виготовлені на основі цієї речовини, мають бути більш міцними та стійкими. Графен може застосовуватись для розробки балістичних транзисторів та штучних мембран, для розподілення двох рідин у резервуарі. З цією речовиною має стати можливим створення високочастотних електронних пристроїв, які б характеризувались потужністю своєї роботи. Провідність різних матеріалів буде поліпшена, як і рідкокристалічні дисплеї.
Іспанськими розробниками були винайдені акумулятори, дешевші за аналоги на 77 %. Вони дозволяють заряджати електромобілі за 8 хвилин і проїжджати 1000 кілометрів. Відбувається процес тестування цього винаходу на двох німецьких автомобільних компаніях.
В Університеті Кордови та у іспанській компанії Graphenano проводились роботи над графен-полімерним акумулятором для електромобілю. Він зможе зняти обмеження, яке накладене на роботу такого виду транспорту літій-іонними акумуляторами: тривалістю зарядки та відстанню, на яку можна роботи переміщення. Співробітники компанії Graphenano працюють над тим, щоб зменшити розмір графенових батарей, це буде сприяти зменшенню часу зарядки акумуляторів смартфонів до 5 секунд.
Доктор фізико-математичних наук Інституту проблем технології мікроелектроніки та особливо чистих матеріалів (ІПТМ РАН) Сергій Морозов вважає, що з використанням графену стане можливе виготовлення певних пристроїв, існування яких до певного часу було лише гіпотетичним. Графен майже прозорий, поглинає близько 2 % світла. Для знаходження коефіцієнта поглинання потрібно число Пі помножити на постійну тонкої структури. Для прикладу, 2 % світла поглинає віконне скло. Графен може стати основою для виготовлення рідкокристалічних дисплеїв, та виступить як зовнішній електрод. Серед можливих сфер використання матеріалу — сонячні батареї та фотоелектронні датчики. Станом на 2016 рік, виробництво графену потребує значних коштів, тому його виготовляють лише для дослідницьких робіт. Держави та виробничі компанії роблять значні інвестиції у дослідження цього напрямку. На дослідження та створення розробок у цьому напрямку в різних європейських країнах Єврокомісія виділила 1 мільярд доларів США.

### Дослідження космосу
Графен може бути використаний для космічних досліджень. При дії світла на матеріал, останній отримує моторні функції та можливість руху вперед. Відкриття було зроблено випадково під час дослідження графенових губок. Вони являли собою зім'яті шари графену, товщина яких рівна 1 атому вуглецю. Коли відбулось розірвання графенової губки за допомогою лазерного променю, науковці зрозуміли, що графен може рухатись під впливом світла. З'явилась теорія, згідно з якою матеріал можна буде використовувати як сонячний парусник. У фотонів світла є рушійна сила, яка передається у будь-який об'єкт, з яким фотони зіштовхуються. Експеримент з графеновими губками свідчить про те, що такої сили може бути достатньо для руху космічного корабля. Існує версія, згідно з якою графеном поглинається енергія лазерного променю і створюється заряд електронів. Коли рівень заряду стає максимальним, відбувається вивільнення зайвих електронів і розпочинається рух губки у протилежному напрямку. Вплив лазера призводить до утворення електричного імпульсу. Вчені Колумбійського університету очікують створити з застосуванням графену космічний ліфт. Графен буде слугувати основою для виготовлення тросу, який буде сполучати орбітальну станцію та планету. Сама ідея була висунута ще наприкінці 19 століття, розробка деталей відбулась у 1960-х роках, а популярності набула наприкінці 1970-х, після публікації роману Артуром Кларком, який отримав назву «Фонтани раю». Графен є матеріалом, який може підійти для втілення космічного ліфту через свою міцність. Вчені вважають, що подорож у такому ліфті є дешевшою, ніж подорож ракетою. Дослідник, який першим зможе втілити такий проект в життя, отримає винагороду у розмірі 4 мільйонів доларів від НАСА.В майбутньому графен можуть застосовувати для захисту космічних апаратів від мікрометеоритів. Дослідник Томас Едвін з Університету Райса прогнозує, що броньові властивості, які проявляє графен, можуть бути використані для захисту космічних супутників, кораблів, що робитимуть подорожі між планетами та Міжнародної космічної станції. Також графен можуть застосувати для захисту зондів, які здійснюють маршрути в такі небезпечні ділянки, як Пояс Койпера.
У космосі дослідниками було виявлено декілька модифікацій вуглецю, серед яких була структура, що нагадувала форму графену на планеті Земля. Спостереження були здійсненні з використанням інфрачервоного телескопу «Спітцер». За думкою астрономів Національної радіоастрономічної обсерваторії, молекули вуглецю були сформовані під впливом вітрів від старих зірок у планетарних туманностях.

### Очищення води
Графенова плівка використовується як фільтр для води. Вона має здатність пропускати молекули води, затримуючи усі інші. Компанія Lockheed Martin, створивши графеновий фільтр для води дала йому назву «Perforene». Згідно з описом та заявленими характеристиками, фільтр на 99 % здатен знизити енергетичні витрати на опріснення.
Застосування графену дозволяє створювати дуже тонкі мембрани, які можна буде використовувати для швидкого очищення великих обсягів води від забруднення. Оскільки графен має товщину в один атом, він потребує проведення технологічного процесу високої точності. Недотримання усіх правил безпеки призведе до того, що матеріал може зазнати травм під час процесу виробництва, і через утворенні розриви до вже очищеної води потраплять забруднювачі. Проте є варіанти для латання подібних отворів, якщо використовувати технології, які поєднують в собі методи полімеризації або технології хімічного осадження. Ще раніше був розроблений процес, у якому були створені пори однакової форми досить малого розміру, через які могла проходити тільки вода. Дослідниками була створена графенова мембрана без дефектів. Розмір мембрани був наближений до розміру маленької монети. Під час дослідження вода була проведена через графенову мембрану, котра була піддана попередній обробці з усуненням дефектів та формуванням пор. Вода відповідала усім існуючим нормам, які властиві для сучасних опріснюючих мембран. Серед властивостей графену є здатність відфільтровувати великі молекули забруднювачів, в тому числі сульфату магнія та декстрану. Результатами досліджень користувачі поділились у журналі «Nano Letters». Серед авторів статті були лаборант-дослідник, професор, студент-переддипломник та колишній студент-переддипломник. Ними зазначено про існування мембран, здатних видобувати прісну воду з соленої. Їх товщина становить приблизно 200 нанометрів. Серед переваг графенової мембрани є те, що вона буде в 600 разів тоншою, ніж існуючі мембрани. Це дозволить мати прискорену швидкість потоку при такій самій площі. Були проведені протягом декількох років дослідження потенціалу графену як матеріалу для фільтрації мембран протягом декількох років. В 2009 році командою вчених були створені мембрани з графену, який був нарощений на міді. Необхідно було перенести графен на пористу основу, проте цей процес міг призвести до виникнення розривів у графені. У процесі спостережень були виявлені дефекти, утворені у процесі вирощування. Їх ймовірні причини виникнення — забруднення в вихідному матеріалі. Вченими були усунуті незначні дефекти, утворені у процесі вирощування речовини. Після цього команда почала працювати над усуненням більш великих недоліків, утворених при переносі. Для цього був використаний процес «осадження атомного шару» протягом декількох циклів. Було виявлено, що осаджуючий оксид гафнію заповняє прогалини, утворені під час вирощування матеріалу. Для заповнення більш значних дефектів науковці використали процес «полімеризації на кордоні фаз». Початкові дефекти у графені були заповнені, дослідники помістили мембрану в міжфазний кордон водяної бані та органічного розчинника, котрий не змішується з водою. У з'єднаннях були розчинені молекули двох різних типів, які вступаючи в реакцію, формують нейлон. Графенова мембрана, розташована на кордоні двох розчинів, дозволила спостерігати за явищем, коли нейлонові накладки формуються на отворах та розривах. В результаті прогалини стали закритими. За спеціальною технологією були виконанні невеликі отвори однакового розміру, такі, щоб через них могли пройти молекули води, проте не змогли б проникнути забруднювачі. Під час експерименту відбулось тестування мембрани: пропускалась вода, в якій були домішки різних молекул, серед яких молекули солі.
Використання речовини може мати більш глобальний спектр досліджень, наприклад, для видалення радіоактивних речовин із забрудненої води. Про це було заявлено американськими та російськими вченими з Університету Райса та МДУ імені Ломоносова. Частинки цього матеріалу мають здатність зв'язуватись з радіоізотопами природного та штучного походження та конденсувати їх. В результаті виникає перетворення у тверді речовини. Самі пластівці розчиняються в рідині. Процес їх виготовлення в промислових масштабах не потребує значних вкладень. Це дозволить очищувати забруднені ділянки, що постраждали від викидів ядерних відходів. Оксид графену продемонстрував кращі властивості, ніж бентонітова глина чи гранульоване активоване вугілля. Саме ці дві речовини звичайно використовують для ядерного очищення. Графен можна використати для очищення підземних вод, які забруднюються при видобутку нафти, газу і рідкісноземельних металів. Такий метод очищення може потребувати менших фінансових витрат..
В лабораторії коледжу інженерії Боурнса при Каліфорнійському університеті проводять дослідження впливу графену на навколишнє середовище. В лабораторії досліджують, як наночастки оксиду графену поводять себе у воді, як вони впливають на живі організми. Вчені намагались дослідити рівень стабільності графену у ґрунтових водах у порівнянні з поверхневою водою. Дослідження демонструють, що частки графену, знаходячись у ґрунтових водах, осідають. В поверхневих водах наночастки залишаються стабільними і мають можливість рухатись далі. В озерах та річках графен може завдати певної екологічної шкоди. Існують припущення, що графен є потенційно токсичним для людини.

### Автомобілебудування
Екологічний вид транспорту може отримати новий поштовх свого розвитку з графеновими акумуляторами. Такі пристрої дозволяють долати тисячі кілометрів без додаткової підзарядки. Дослідники Інституту науки і технологій у Кванжі, Південній Кореї, створили батареї для автомобіля тієї ж потужності, але при цьому необхідний час зарядки скоротився до 16 секунд. Вже існують автомобілі, салони та корпуси яких були створенні з графену. Речовина використовувалась для шасі, кузова, оббивки салону. З графеном створюються принципово нові зарядні пристрої. Це стає можливим через наближення енергоємності графена до 65 кВт*год/кг. Літій-іонні акумулятори мають енергоємність у 47 разів нижчу, від показника графену. Створений дослідниками графеновий акумулятор створює умови, при яких електромобіль може збільшити відстань, яку можна подолати без зупинки. Тривалість підзарядки електромобіля з таким акумулятором не має перевищувати 8 хвилин. Акумулятор з графену є приладом, ефективно утримуючим електричну енергію. В цій галузі роблять дослідження науковці з багатьох країн.

### Медицина
Вчені з інституту медичних наук Amrita вважають, що оксид графену може бути застосований для відновлення кісткової тканини. Через графенові лусочки оксиду відбувається розмноження стовбурових клітин та регенерація клітин кісткової тканини. Наразі вчені досліджують токсичність речовини, тому що в майбутньому це дасть розуміння, для яких методів лікування може бути використана речовина.
Графен розглядають як матеріал для пломбування зубів. Руйнація пломб відбувається через те, що вони виготовленні з не досить міцних речовин. Структура графену унікальна, і пломби, виготовленні з нього, здатні протистояти корозії. Було проведено ряд досліджень по визначенню рівня токсичності речовини. На території біохімічних лабораторій проводилось тестування трьох різних форм графену: звичайного оксиду графену, графену, який був легований азотом та оксиду графену, що був термічно відновлений. Токсичний вплив на зуби та слизову оболонку ротової порожнини проявив графен, що був легований азотом та оксид графену, що був термічно оновлений. Вони ж викликали ураження ротової порожнини. Ці ж результати досліджень дозволили визначити, що оксид графену є безпечним для використання у стоматології.Графен є антибактеріальним. Такого висновку дійшли китайські спеціалісти Інституту стоматології та Шанхайського університету Цзяо Тун. Графен вбиває бактерії, які провокуюсь захворювання ясен та зубів. Науковці на чолі з доктором медицини Жишенг Танг провели дослідження про вплив сполуки оксиду графену на бактерії, які є збудниками карієсу. У ході дослідження спостерігали, як графен впливає на три види штамів бактерій ротової порожнини. Матеріл зруйнував стінки бактерій та знищив їх, навіть ті, в яких була вироблена стійкість до антибіотиків. Допускають можливість того, що графен стане альтернативою сучасним антибактеріальним засобам. Він може бути використаний у складі інших матеріалів, що застосовуються у стоматології. Протез, до складу якого буде входити оксид графену, зможе негативно впливати на присутність у ротовій порожнині патогенних мікроорганізмів.
Графен може використовуватись для створення фітнес-трекерів, які слідкують за діяльністю нервової системи. Особливості графену дозволять створити нові датчики для біомедицинських досліджень. Так буде набагато легше проводити аналіз тканин чи доставляти ліки в необхідну частину.
Наприкінці березня 2016 року був винайдений прилад для контролю рівня цукру у крові. Над його створенням працювали корейські дослідники. Щоб використати прилад, потрібно його прикріпити до шкіри. Якщо буде запущено масове виробництво таких приладів, їх зможуть використовувати люди, яким потрібно перевіряти рівень цукру у крові щоденно. Створення такого електрохімічного приладу дозволить полегшити щоденний забір крові і при певних показниках, зможе робити ін'єкції. На чолі групи винахідників став професор Кім Де Хен, який працює у Школі хімічної та біоінженерії Сеульського Національного університету. В основі створеного пристрою є поєднання графенового електронного датчику та голок мікроскопічних розмірів. Коли пристрій прикріплюється до шкіри, відбувається аналіз рівня цукру, вологості, температури тіла, рівня кислотності людського поту. Передбачається передача отриманих даних на мобільний пристрій. Для тестування пристрою був проведений дослід: пристрій був закріплений на добу до щиколоток. Зібрані результати у такий спосіб були однаковими з результатами, які були отримані під час стандартної процедури. Вчені передбачають використовувати графен і в інших медичних пристроях.
Вчені з Прикарпатського національного університету імені Василя Стефаника у 2022 році оцінили біологічний вплив оксиду графену (ОГ) у складі харчового раціону у низьких концентраціях на личинки та імаго Drosophila melanogaster. Споживання ОГ в концентраціях 0,02-1% підвищує швидкість розвитку личинок. Тривале застосування ОГ продовжує тривалість життя дрозофіли та значно підвищує стійкість до стресових факторів. Крім того, вони показали, що ОГ впливає на обмін вуглеводів та ліпідів у дорослих дрозофіл. Ці висновки можуть стати корисними для оцінки біологічних ефектів ОГ для живих організмів, які можуть відігравати важливу роль у різноманітних біомедичних застосуваннях на основі графену .

### Промисловість
Для того, щоб був створений оксид графену, потрібно поверхню з графену вкрити киснем. Така форма графену може використовуватись у хімічній, фармацевтичній та електронній промисловості. Розпилення цього типу речовини забезпечить створення нержавіючого покриття, для якого буде характерна підвищена міцність. Оксид графену може бути використаний для фарбування різних поверхонь, наприклад скла, метала, цегли. Проведення хімічної обробки дозволить матеріалу отримати такі властивості як термічна та хімічна стабільність. А механічні властивості будуть наближені до графену. Багатошарові плівки, утворені з оксиду графену є вакуумнощільними в сухих умовах. Проте коли на них діє вода чи пара, вони виступають як молекулярне сито. Вони пропускають молекули, менші за певні розміри. Це робить можливим зробити певні висновки для очищення води. Властивості є контрастними через обумовленість структури плівок оксиду графену. Вони складаються з великої кількості незначних згустків, накладених один на одного у випадковій черзі. Між цими згустками є нанорозмірні капіляри. Молекули води розміщуються у цих нанокапілярах, пропускають атоми та молекули невеликого розміру. Можна зробити графенові плівки сильнішими у механічному плані, закривши нанокапіляри за допомогою звичайної хімічної обробки. Це зробить плівку захищеною від проникнення усіх газів, хімікатів та рідин. Компанії — виробники цікавляться властивостями графенових фарб. Вчені вважають, що графенова фарба може стати у майбутньому революційним продуктом для промисловості. Вона може захищати поверхню від різних кліматичних умов, дії агресивних хімічних речовин, а також буде захищати від повітря. Графенова фарба може бути нанесена на будь-який матеріал, незалежно від його походження.

### Військово-промисловий комплекс
Використання графену дозволить створити більш вдосконаленні куленепробивні жилети. Проведенні дослідження продемонстрували, що графен проявляє кращі показники, ніж тканина, яка була використана для створення куленепробивних жилетів. Графен підходить для виготовлення бронежилетів завдяки своїй міцності та легкості. Для дослідження стійкості таких виробів провели балістичний тест. Золоті нитки були нагріті при допомозі лазерного імпульсу. Коли вони випаровуються, імітується дія пороху. Відбувається запуск кулі зі скла мікронного розміру в листи графену, кількістю від 10 до 100. При цьому це потрібно зробити при швидкості 3000 метрів в секунду. Графенові листи розсіюють кінетичну енергію. В місці удару кулі вони витягуються у конусоподібній формі, після цього радіально тріскаються ззовні. Графен здатен витримувати у 10 разів більше кінетичної енергії, ніж це могла б зробити сталь. Поширення звукових хвиль у графені відбувається у три рази швидше, ніж у сталі. Графен також здатен швидше поглинати та розсіювати енергію.

## Небезпечний графен
Дослідники Каліфорнійського університету виявили, що у матеріалу є певні небезпечні властивості. Він може негативно впливати на навколишнє середовище та на здоров'я людини. При потраплянні речовини у ґрунтові води, його гексагональна структура починає руйнуватись. Мікрочастки втрачають стабільність. Проте значної шкоди нанести не можуть. Забруднення графеном стічних вод може мати негативні ознаки, зважаючи на їх невелику жорсткість. Матеріал проявляє токсичні властивості через те, що гострі виступи нано-часток матеріалу можуть розривати мембрани клітин живих організмів. Науковці вважають, що графен може підвищити рівень токсичності та спричинити загострення проблеми з достатньою кількістю води на планеті.

## Проведення досліджень

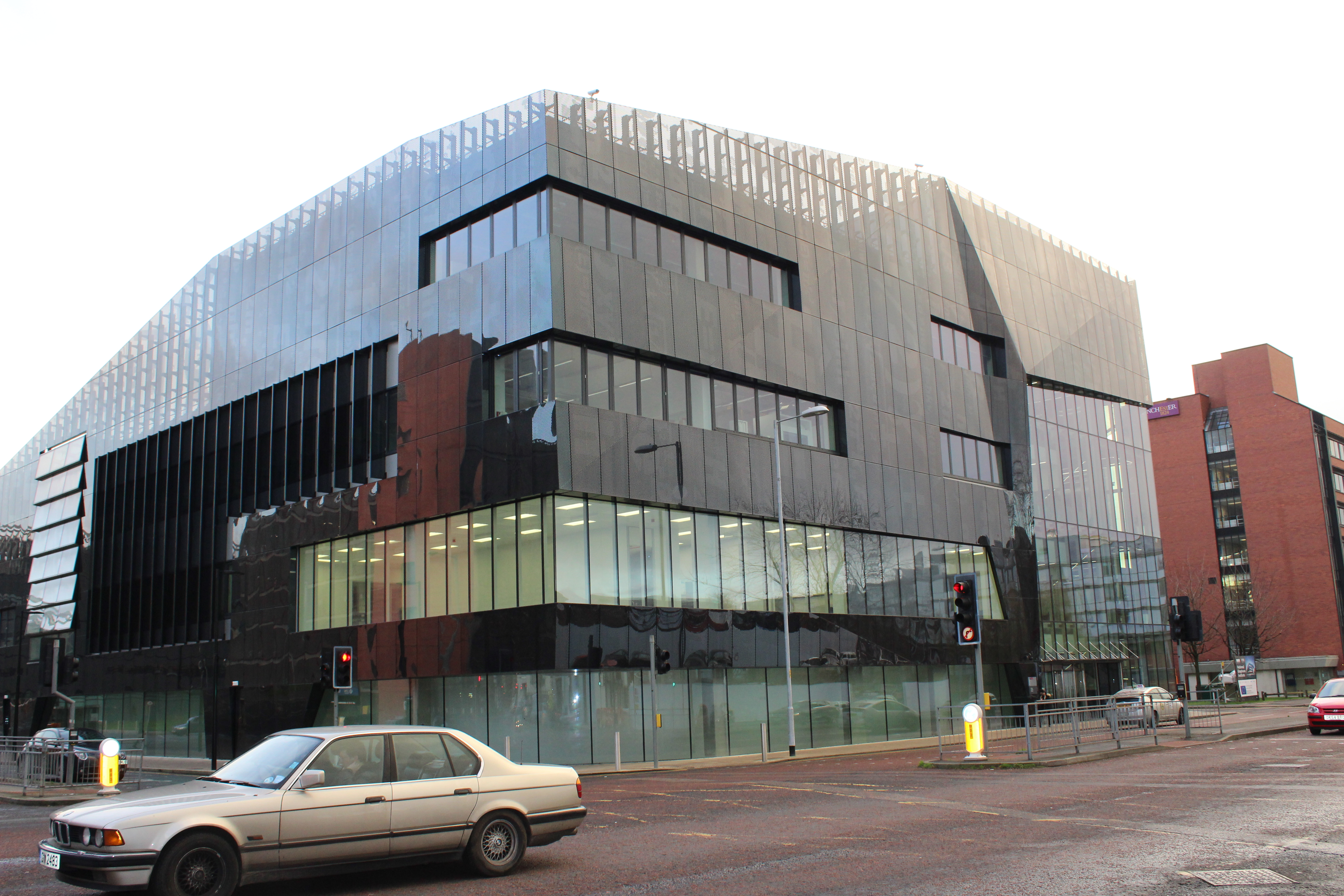
У березні 2015 року відбулось відкриття Національного інституту графену у Великій Британії, в функціонування якого було інвестовано 38 мільйонів фунтів стерлінгів

У журналі Nature Materials були опубліковані результати роботи науковців з Австралії. Їм вдалось синтезувати найдовший карбіновий ланцюжок з 6400 атомів за допомогою двох листів графену. Наклавши їх один на одний, і згорнувши у вигляді трубки. Синтез відбувався у середині ланцюжка. Ланцюжок залишався стабільним, допоки його не вийняли з графенової трубки.
Повітряні системи охолодження, винайдені в минулому, мають недоліки, серед яких великих розмір, споживання зайвої електроенергії та надмірний шум, який з'являється у процесі їхньої роботи. Науковці у майбутньому планують створити розробки з білим графеном, тому що цей матеріал підійде для охолодження електронних пристроїв, невеликих за розміром. Науковцями Університету Райса були проведені дослідження по відведенню тепла через тривимірні структури. До складу цих структур відноситься такий матеріал, як борнітрід. Його інша назва — білий графен. Матеріал двовимірної форми має гексагональну структуру графену. Суть дослідження науковців складалась у перевірці властивостей теплопровідності, коли матеріал має не двовимірну, а тривимірну форму. Створення симуляційних моделей довело, що тривимірні структури з білого графену мають можливість швидкого розподілення тепла і це відбувається у різних напрямках. Такі структури являють собою двовимірні листи матеріалу, які поєднуються борнітрідними нанотрубками. Моделі, створенні комп'ютерним шляхом показали, що якщо збільшити довжину та щільність нанотрубок, це може призвести до того, що з'явиться можливість відводити тепло у певному напрямку. Чим довша трубка — тим швидше відводиться тепло. На думку вчених білий графен має всі шанси стати частиною тримірної терморегулюючої системи. Є припущення, що матеріал здатен замінити кремнієві напівпровідники. Серед сфер, в яких графен може бути потенційно застосований, виділяють впровадження у пластмасу з доданням їй електропровідності. Графенові датчики здатні виявляти небезпечні молекули. Може використовуватись для пластикових герметичних контейнерів.
Серед властивостей графену відсутній магнетизм. Але його можна індукувати в матеріалі, додавши магнітних сумішей. Проте такий крок пошкодить електронні властивості графену. Фізики з Каліфорнійського університету в Ріверсайді винайшли спосіб, при якому індукують магнетизм у графені з тим, щоб його електронні властивості були залишені. Це досягається шляхом наближення листа матеріалу близько до електричного ізолятору з магнітними властивостями. Матеріал набуває нових електронних властивостей, і з'являються нові квантові ефекти. Це може призвести до появи нових надійних електронних пристроїв з багатьма функціями. За результатами цих досліджень з'являється можливість збільшити використання графену у комп'ютерах, зокрема у комп'ютерних чипах. Вчені використовували магнітний ізолятор, який був ітрієм — залізним гранатом. Дослідниками був розміщений одношаровий лист графену на атомарно-гладкий шар ітрій — заліза. В ході цього було виявлено, що ітрій-залізо намагнічувало графеновий лист. Дослідниками було обране ітрій-залізо, оскільки воно є електричним ізолятором, і не пошкодить властивості транспорту електронів у графені. Під час експерименту лист графену опинився під впливом зовнішнього магнітного поля: напруга Холла має лінійну залежність від намагніченості ітрій-залізного граната. Що підтвердило наявність магнітних властивостей графену.
Штучний графен може виявитись більш ефективним матеріалом, ніж природний. Такого висновку дійшла група європейських науковців. Структура штучного графену схожа на стільники, як і в звичайного, при цьому вона складається з напівпровідникових кристалів нанометрової товщини. Хімічний склад таких кристалів, форма та розмір може бути змінена в залежності від того, який результат має бути досягнений. Штучний матеріал може досягти більшої ефективності, ніж звичайний. В результаті людство отримує більш швидку та компактну електроніку.
Графен може допомогти понизити рівень витрат виробництва платинових каталізаторів в паливних елементах. Це відбувається тому, що наночастки платини автоматично обмежують власний розмір і утворюються в конкретні моделі, коли пов'язуються з вільним графеном. При цьому наночастинки платини зберігають можливість виступати каталізатором хімічних реакцій. Графен має гнучку поверхню, в ході наукових досліджень було виявлено, що в зв'язку з ефектом локальної деформації, кількість платини, яка потрібна для підтримки ефективного каталізу, знижається до 80 %. В ході досліджень було виявлено, що одно кристальні платинові наночастинки посилюють свій ефект при взаємодії з графеном. Для визначення наночасток платини на графені, використовувався тунельний мікроскоп. Він застосовується для продукування зображення окремих атомів на поверхні. Дослідниками в Місурі використовувалась електронна мікроскопія для підтвердження кристалічних властивостей.
Вченими компанії Samsung було зроблене відкриття, згідно з яким був знайдений спосіб поширення властивостей графену з кристалу невеликого розміру на площу великого розміру. Це дозволяє використовувати матеріал в сучасних комп'ютерних технологіях. Існує проект, на який виділили 1 мільярд євро для того, щоб лабораторні розробки були перенесені з лабораторій у виробництво.
Іспанська компанія «Graphenea» займається виробництвом 15 метрів квадратних графену на рік. Планується відкриття виробником графену "Bluestone Global Tech" об'єкту попереднього виробництва, і офісів у манчестерському Національному інституті графену. «Bluestone» були збільшені темпи нарощування графену та знижена вартість виробництва. Для цього використали водневі бульбашки, щоб відділити моно шари графену від мідної фольги для травлення. Компанія «Head» використовує графен для виготовлення міцних тенісних ракеток. Компанія «Vorbeck Materials» конструює з залученням графену провідного ланцюга. Графен може використовуватись для перетворення фотонів на електричні сигнали, комп'ютерні чипи отримають можливість робити обмін даними через світло. Обробка даних комп'ютерами буде відбуватись більш ефективніше. Дослідники постійно займаються доопрацюванням електричних властивостей графену, комбінуючи його з матеріалами, котрі мають один шар. Використовується нітрид бору.
Графенові нанострічки можна отримувати новим методом завдяки дослідженням науковців. Такі нанострічки з графену мають гладкі поля і задані енергетичні характеристики. Вони можуть бути використані у електронних приладах. Для того, щоб графен мав напівпровідникові властивості, він виготовляється у формі тонких стрічок. Квантово-розмірний ефект руху електронів впливає на те, що рух електронів по ним обмежений єдиним напрямом. Нова технологія отримання графенових нанострічок відноситься до хімічних методів. На підкладку з срібла чи золота роблять напилення шару циклічних мономерів, у складі яких є водень. Потім відбувається їх зціплення у полімери. Після підігріву формуються вуглецеві стрічки, які мають товщину — 1 атом. Ці стрічки можуть бути рівні або бути у формі зигзага. Форма залежить від того, яким був склад вихідних речовин. В майбутніх розробках передбачається виготовлення стрічок графену, в яких буде вкраплення атомів бору та азоту. Вони мають створювати додаткові рівні енергії і впливати на ті електронні властивості, які отримають стрічки. Серед перспективних сфер застосування виділяють створення електродів в суперконденсаторах для того, щоб їх можна було використовувати як джерела струму, що перезаряджаються. В 2012 році Британська Дослідницька рада з інженерних та фізичних наук повідомила про своє рішення виділити 38 мільйонів фунтів стерлінгів для того, щоб створити Національний інститут графену на базі Манчестерського університету. 20 березня 2015 року відбулось його відкриття. Передбачається, що діяльність цієї установи допоможе Великій Британії отримати лідерство в плані досліджень і виробництва графену, тоді як цікавість до дослідження цього матеріалу також проявляють у Південній Кореї та Китаї.
Проводяться дослідження, спрямовані на те, щоб створити голографічні проектори, які будуть мати мініатюрні розміри. Друга ціль досліджень — здійснити перетворення в прилади такого типу вже існуючі мобільні пристрої. Розробка голографічних проекторів здійснюється для реалізації відображень тривимірних зображень. Якщо проект буде втілений, то для перегляду зображень такого типу не потрібно буде застосовувати стереоскопічні окуляри для отримання тривимірного зображення. Австралійські дослідники працювали над технологією, яка б дозволила отримати бажаний результат з застосуванням графену. Це дасть можливість наділити екрани різних мобільних пристроїв можливостями голографічного проектора.
Розробники заявлять, що вони можуть створити тривимірний дисплей, який буде наділений широким кутом огляду. Технологія, яка була ними розроблена, сприяє створенню оптичних компонентів, які були б мініатюрного розміру, та з універсальними властивостями.
Вченим вдалось отримати ширококутне тривимірне зображення шляхом використання чистого графену, що був відновлений з окису графена. Він наноситься на поверхню дисплея за певним алгоритмом. Процес відбувається з застосуванням єдиного фемтосекундного лазера, який освітлює структуру завдяки коротким імпульсам. Це впливає на зміну коефіцієнтів заломлення на ділянках графенової плівки. Подібна технологія вже застосовувалась раніше, проте принцип був дещо іншим. Через використання занадто високих температур, деякі з матеріалів втрачали певні властивості і дисплеями не міг бути забезпечений достатній рівень контрастності. В новій спробі вчених, динамічні зміни показника заломлення графенової плівки відбуваються через короткі імпульси лазерного світла. З ділянок графена, які мають різні показники заломлення, будується голографічне зображення. Дослідники довели, що здатність управляти коефіцієнтом заломлення матеріалу дозволяє відтворювати оптичні ефекти різних типів.
Активність у дослідженні графену проявляють три організації: компанія Grabat Energy, Університет Кордови та компанія Graphenano. Компанія Grabat Energy зосередила свою діяльність в сфері нанотехнологій та енергетики. Вона досліджує виробництво графенових батарей у промислових масштабах. В Університеті Кордоби зайняті питаннями проектування та конструювання. А Graphenano виробляє графенові вироби на території Іспанії.